# Ravensdale Park
Ravensdale Park – wieś i civil parish w Anglii, w hrabstwie Derbyshire, w dystrykcie Amber Valley. Leży 11 km na północny zachód od miasta Derby i 193 km na północny zachód od Londynu.